# Locó
Locó, właśc. Manuel Antonio Morais Cange (ur. 25 grudnia 1984 w Luandzie) – piłkarz angolski grający na pozycji prawego obrońcy.

## Kariera klubowa
Locó pochodzi z Luandy. Piłkarską karierę rozpoczął w tamtejszym klubie Sport Luanda e Benfica. W 2003 roku zadebiutował w jego barwach pierwszej lidze. W zespole Benfiki występował przez rok i w 2004 roku przeszedł do Petro Atlético Luanda, jednak już po roku wrócił do swojego pierwotnego zespołu. W 2006 roku został zawodnikiem innego stołecznego klubu, Clube Desportivo Primeiro de Agosto i w swoim pierwszym sezonie wywalczył zarówno mistrzostwo kraju, jak i Puchar Angoli. W kolejnych latach grał w Petro Atlético, a w 2012 roku przeszedł do Santosu Luanda.

## Kariera reprezentacyjna
W reprezentacji Angoli Locó zadebiutował 20 września 2003 roku w wygranym 3:1 towarzyskim meczu z Namibią. W 2006 roku został powołany przez selekcjonera Gonçalvesa do kadry na Puchar Narodów Afryki 2006, a następnie na Mistrzostwa Świata w Niemczech. Tam był podstawowym zawodnikiem zespołu i wystąpił we wszystkich trzech grupowych meczach: z Portugalią (0:1), z Meksykiem (0:0) i z Iranem (1:1). W 2008 roku znalazł się w drużynie na Puchar Narodów Afryki 2008.